# Gigantoceras voeltzkowi
Gigantoceras voeltzkowi är en fjärilsart som beskrevs av Pierre E.L. Viette 1965. Gigantoceras voeltzkowi ingår i släktet Gigantoceras och familjen trågspinnare. Inga underarter finns listade i Catalogue of Life.